# Захарова, Лариса Георгиевна
Лари́са Гео́ргиевна Заха́рова (урождённая Тер-Захарова, с 1949 — Захарова, в 1959—1966 — Мамулова; 17 февраля 1933, Тбилиси, ЗСФСР — 13 января 2017, Москва, Российская Федерация) — советский и российский историк, доктор исторических наук (1983), профессор (1984), заслуженный профессор МГУ (2004).

## Биография
В 1956 году с отличием окончила исторический факультет Московского государственного университета.
В 1962 году защитила диссертацию «Земская контрреформа 1890 г.» (научный руководитель — проф. П. А. Зайончковский) на соискание учёной степени кандидата исторических наук.. В 1983 году защитила докторскую диссертацию «Самодержавие и отмена крепостного права. 1856—1861 гг.». Присвоено учёное звание профессора.
Работала на кафедре истории России ХIХ — начала XX века исторического факультета Московского государственного университета имени М. В. Ломоносова.
Являлась членом секции истории России Российского гуманитарного научного фонда, членом научных советов Государственного архива Российской Федерации и Государственного исторического музея, членом специализированных учёных советов по защите диссертаций исторического факультета и факультета иностранных языков МГУ, член редакционной коллегии журнала «Russian Studies in History».
Похоронена в Тбилиси.

## Научная деятельность
Под её научным руководством подготовлены и защищены 33 кандидатских диссертации, более 80 дипломных работ. Многие из её учеников известны как авторы серьёзных монографий, получивших признание научного сообщества (О. В. Большакова, Ф. А. Гайда, А. Ю. Полунов, В. Л. Степанов, И. А. Христофоров, М. М. Шевченко и др.).

### Основные публикации
- Земская контрреформа 1890 г. М., 1968.
- Мемуары, дневники, частная переписка второй половины XIX века // Источниковедение истории СССР XIX — начала XX в. М., 1970.
- Кризис самодержавия накануне революции 1905 г. // Вопросы истории. 1972. № 8.
- Самодержавие и отмена крепостного права в России. 1856—1861. М., 1984 (перевод на англ. яз. — 1987).
- Великие реформы в России. 1856—1874. Сб. статей российских и американских историков. М., 1992 (перевод на англ. яз. — 1994) (автор статьи, член редколлегии).
- Александр II // Российские самодержцы. 1800—1917. М., 1993 (2-е изд.: М., 1994).
- Переписка императора Александра II с великим князем Константином Николаевичем. Дневник великого князя Константина Николаевича. 1857—1861. М., 1994 (автор предисловия; составление, комментарии, указатель — в соавторстве с Л. И. Тютюнник).
- Венчание с Россией. Переписка вел. кн. Александра Николаевича с императором Николаем I. 1837 год. М., 1999 (автор предисловия; публикация — в соавторстве с Л. И. Тютюнник).
- П. А. Зайончковский. 1904—1983. Статьи, публикации и воспоминания о нём. М., 1998 (член авторского коллектива, член редколлегии).
- Александр II и место России в мире // Новая и новейшая история. 2005. № 2, 4.
- The reign of Alexander II: a watershed? // The Cambridge History of Russia. Vol. II. Imperial Russia. 1689—1917. Cambridge, 2006.
- Великие реформы: поворотный пункт российской истории? // Отечественная история. 2005. № 4.
- Воспоминания генерал-фельдмаршала графа Д. А. Милютина. 1816—1873. В 7-и томах. М., 1997—2006 (редактор, автор предисловий; комментарии — в соавторстве).
- Дневник генерал-фельдмаршала графа Д. А. Милютина. 1873—1899. В 5-х томах. М., 2008—2013 (редактор, автор предисловий; комментарии — в соавторстве).
- Переписка цесаревича Александра Николаевича с императором Николаем I. 1838—1839. М., 2008 (автор предисловия; публикация — в соавт. с С. В. Мироненко).
- Пётр Андреевич Зайончковский. Сборник статей и воспоминаний к столетию историка. М., 2008 (член авторского коллектива, член редколлегии).
- Александр II и отмена крепостного права в России. М.: РОССПЭН, 2011.